# 제38회 대종상
제38회 대종상은 2001년 4월 25일에 열린 시상식이다.

## 수상 및 후보

### 최우수작품상
- 공동경비구역 JSA - 명필름 수상

### 감독상
- 하루 - 한지승 수상

### 시나리오상
- 번지점프를 하다 - 고은님 수상

### 남우주연상
- 공동경비구역 JSA - 송강호 수상

### 여우주연상
- 하루 - 고소영 수상

### 남우조연상
- 킬리만자로 - 정은표 수상

### 여우조연상
- 하루 - 윤소정 수상

### 신인남자배우상
- 죽거나 혹은 나쁘거나 - 류승범 수상

### 신인여자배우상
- 오! 수정 - 이은주 수상

### 신인감독상
- 눈물 - 임상수 수상

### 촬영상
- 리베라 메 - 서정민 수상

### 편집상
- 리베라 메 - 박순덕 수상

### 조명상
- 리베라 메 - 신준하 수상

### 음악상
- 단적비연수 - 황상준 수상

### 의상상
- 비천무 - 김민희 수상

### 미술상
- 공동경비구역 JSA - 김상만 수상

### 기획상
- 인터뷰 - 이미영 수상

### 음향기술상
- 공동경비구역 JSA - 김원용.김석원 수상

### 특별기술상
- 분장 수상
- 소품 수상

### 심사위원 특별상
- 하루 - 쿠앤 필름 수상

### 남자인기상
- 이병헌 수상

### 여자인기상
- 심은하 수상

### 특별연기상
- 남 수상
- 여 수상

### 단편영화상
- 이발소 異氏 - 권종관 수상

### 다큐멘터리상
- 팬지와 담쟁이 - 계운정 수상